# Brain-sur-Allonnes

Brain-sur-Allonnes este o comună în departamentul Maine-et-Loire, Franța. În 2009 avea o populație de 2,010 de locuitori.